# Cumbre del G-20 de Roma

Logo de la Cumbre del G20 de 2021.

La Cumbre del G-20 de Roma de 2021 fue la decimosexta reunión del Grupo de los Veinte (G20), que se celebró en Roma, la capital de Italia, del 30 al 31 de octubre de 2021.

## Líderes ausentes
Cinco líderes que no asistieron a la cumbre del G20 fueron el líder chino Xi Jinping y el Presidente Ruso Vladímir Putin, quienes participaron vía video link, el Presidente Mexicano Andrés Manuel López Obrador quien rara vez sale del país en viajes al exterior envió a su Secretario de Relaciones Exteriores Marcelo Ebrard en su nombre, y tanto el primer ministro de Japón Fumio Kishida como el Presidente de Sudáfrica Cyril Ramaphosa se saltaron la cumbre debido a que se celebraron elecciones en cada nación respectiva.

## Resultados
La administración estadounidense Biden y la Unión Europea llegaron a un acuerdo el 30 de octubre para revertir el régimen arancelario del acero y el aluminio que había sido impuesto por la administración Trump en 2018. El acuerdo mantuvo cierta protección para los productores estadounidenses de acero y aluminio mediante la adopción de un régimen de cuotas arancelarias. También puso fin a los aranceles de represalia sobre los productos estadounidenses que la UE había impuesto y canceló un aumento arancelario programado por la UE.